# 海底

水深測量による海底地形。陸上地形同様、山や尾根、谷、平地が確認できる。

海底（かいてい）とは、海の底のことである。より厳密には、海中の地殻やその上層の地面を指す。
海の海水以下にある地面であれば水深の深い浅いに拠らず海底には違いないが、その様相は水深によって大きく異なる。潮汐により陸地になったり海底になったりする干潟を含めて、太陽光線が直接届く浅い海底では多様な生物が活発に活動・繁殖し、漁業や遊泳などで人間との関わりも深い。太陽光線が届かず水圧も増す海底では生物の種類や量が限られ、更に大深度な深海ともなると生物活動はかなり限定される。
深海調査の歴史は短く、まだ不明なことも多い。広大な大洋底の調査も進んでおらず、21世紀に入ってからも様々な発見が続いている。

## 海底地形
大陸周辺では水深200m以浅の大陸棚が広がっていることが多い。海底も有光層に属し、多様な生物が生息している。石油などの天然資源も豊富かつ採掘しやすく、国家にとって海底の利権も重要視されている。そのため国際法に則り経済水域などが規定されており、その境界を巡って複数の国家の主張が対立することも多い。
大陸から見て、大陸棚以遠には大陸斜面が存在し、それ以遠の大洋沖合いの海底の大部分は水深が約6,000mの平坦な地形となっている。そのほかの部分は、海嶺と呼ばれる海底山脈や海溝で構成されている。詳しく見ると、海盆、ギョー（海山）など、海底にも多様な地形が見られる。
国際水路機関（IHO）と国際連合教育科学文化機関（ユネスコ）の政府間海洋学委員会（IOC）の主導によって海図に表記する地名の統一が図られ、その一環として海底地形の名称の統一が行なわれている。
以下にその日本語名称と定義を示す。

### 高み地形
海嶺（ridge）
いくつかの意味がある。（a）急峻な斜面を有する細長い高まり。（b）細長い高まりで、しばしば大洋の海盆を分ける。（c）地球的規模を持つ大きな大洋の山系。
海台（plateau）
かなりの広さを有する平坦ないしはほぼ平坦な地域で、一方またはそれ以上の側面で急に深くなっているもの。
海膨（rise）
海底から緩やかに、全体としてなだらかに盛り上がっている幅広い高まり。
海山（seamount）
大きな孤立した高まりで、特徴として円錐形をなす。
ギヨー、平頂海山（guyot or tablemount）
比較的滑らかで平らな頂部を持つ海山。
海丘（knoll）
孤立した小さな丸い高まりで、孤立した特徴がある。
海脚（spur）
海台や島の基盤のような、規模の大きな地形から外に向かって張り出している副次的な高まりの地形、または海嶺。
堆（bank）
比較的浅いが、通常は海上の安全航行には十分な深さを持つ高まり。
礁（reef）
海面か海面近くにある岩で、海上航行の障害になりうる岩。

### くぼみ地形
澪/澪筋（fairway）
水流の作用によって河口や干潟の底にできる溝状のくぼみ。周囲より深いため航路となる。
海溝（trench）
細長くかつ特に非常に深くて、非対称断面を示す海底のくぼみで、比較的急峻な斜面を有する。
海盆（basin）
平面的には多少とも等方形を示す海底のくぼみで、大きさはさまざまである。
トラフ、舟状海盆（trough）
海底の細長いくぼみで平坦な底と急峻な斜面を特徴とし、通常、海溝より浅いもの。
海穴（hole）
海底にある小さなくぼみで、しばしば縁辺が急である。
海谷（valley）
比較的浅く幅の広いくぼみで、その底は、普通、順傾斜を示す。この用語は、かなりの部分にわたって渓谷状の特徴を有する地形に対しては、一般に使用しない。
海底谷（canyon）
比較的狭くて深いくぼみで、両側は急な斜面をなす。底が一般に連続性のある傾斜をなし、大陸斜面に特徴的に発達する。
長谷（seachannel）
連続的に傾斜する細長い不連続なくぼみで、通常海底扇状地または深海平原に見られる。片側または両側に海底堤防があるのを通例とする。

### 平坦地形
棚、大陸棚（shelf or continental shelf）
大陸に隣接する（または島の周囲の）地帯で、低潮線から大洋の深部に向かって傾斜が著しく増大する水深までの地域。
深海平原（abyssal plain）
深海における広大かつ平坦な地域で、緩やかに傾斜するかほとんど水平な地域。

### その他の地形
大陸縁辺部（continental margin）
大陸を深海平原または深海底から隔てる地域で、通常、大陸棚、大陸斜面及びコンチネンタルライズからなる。
大陸斜面（continental slope）
大陸の外縁からコンチネンタルライズの上限部までに至る、もしくは傾斜が急に減少するところまでの斜面をいう。
コンチネンタルライズ（continental rise）
大洋の深部から大陸斜面のふもとに向かって上がる緩やかな斜面。
断裂帯（fracture zone）
急峻な斜面または非対称断面を有する海嶺、トラフ（舟状海盆）、あるいは海底崖によって特徴づけられる不規則な海底地形が非常に長い距離にわたって直線上に連なる地帯。
海底崖（escarpment）
平坦な地域あるいは緩く傾斜する海域を、長い距離にわたって水平的に分断している直線的な特徴をもつ斜面。scarpと略される。
海底扇状地（fan）
海底谷または海底谷群の末端から順傾斜する比較的滑らかな扇状地状の堆積地帯。

世界の海の多様な海底
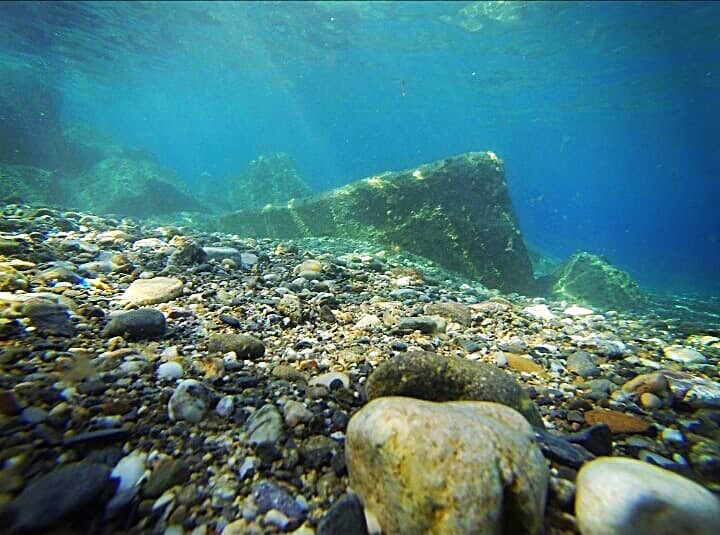
イタリア沖の砂利の海底
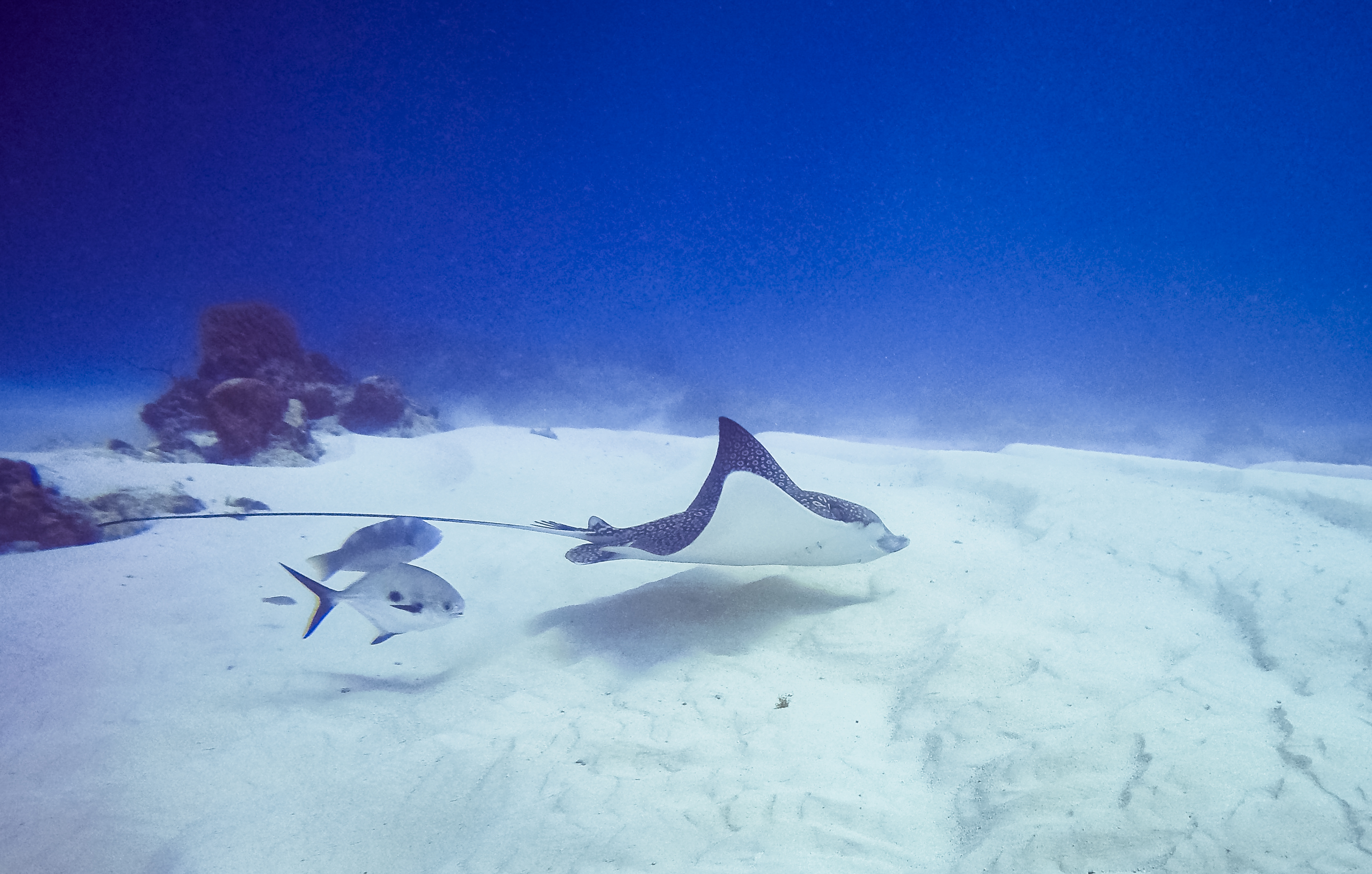
メキシコの白砂の海底
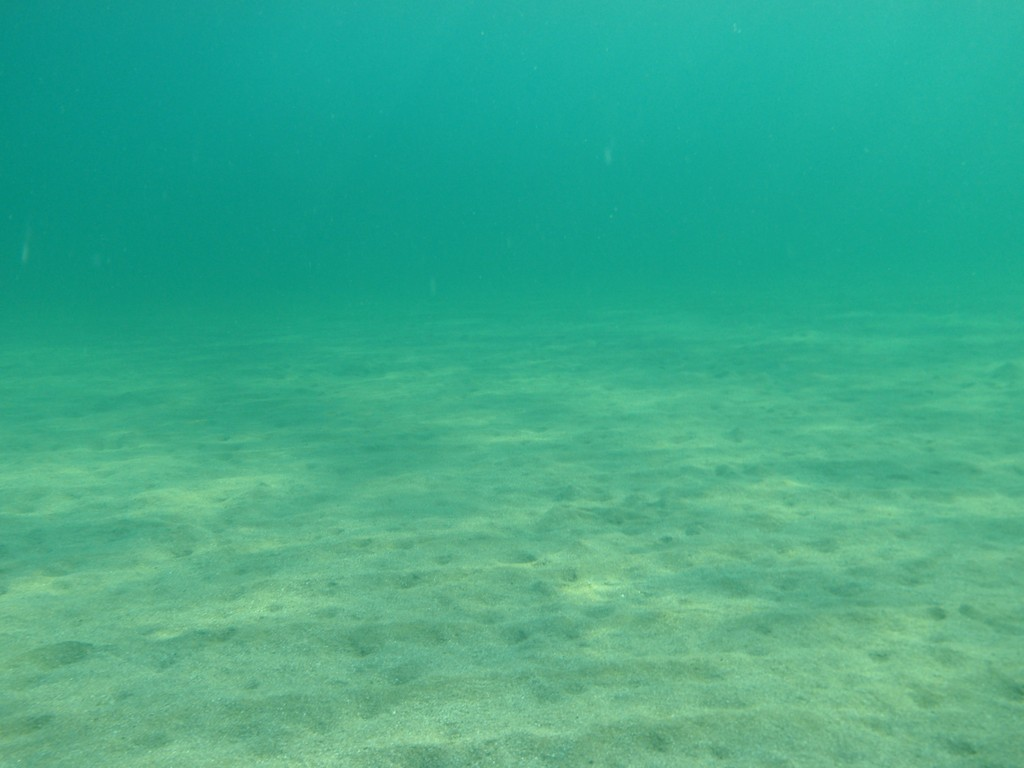
ギリシャの砂の海底
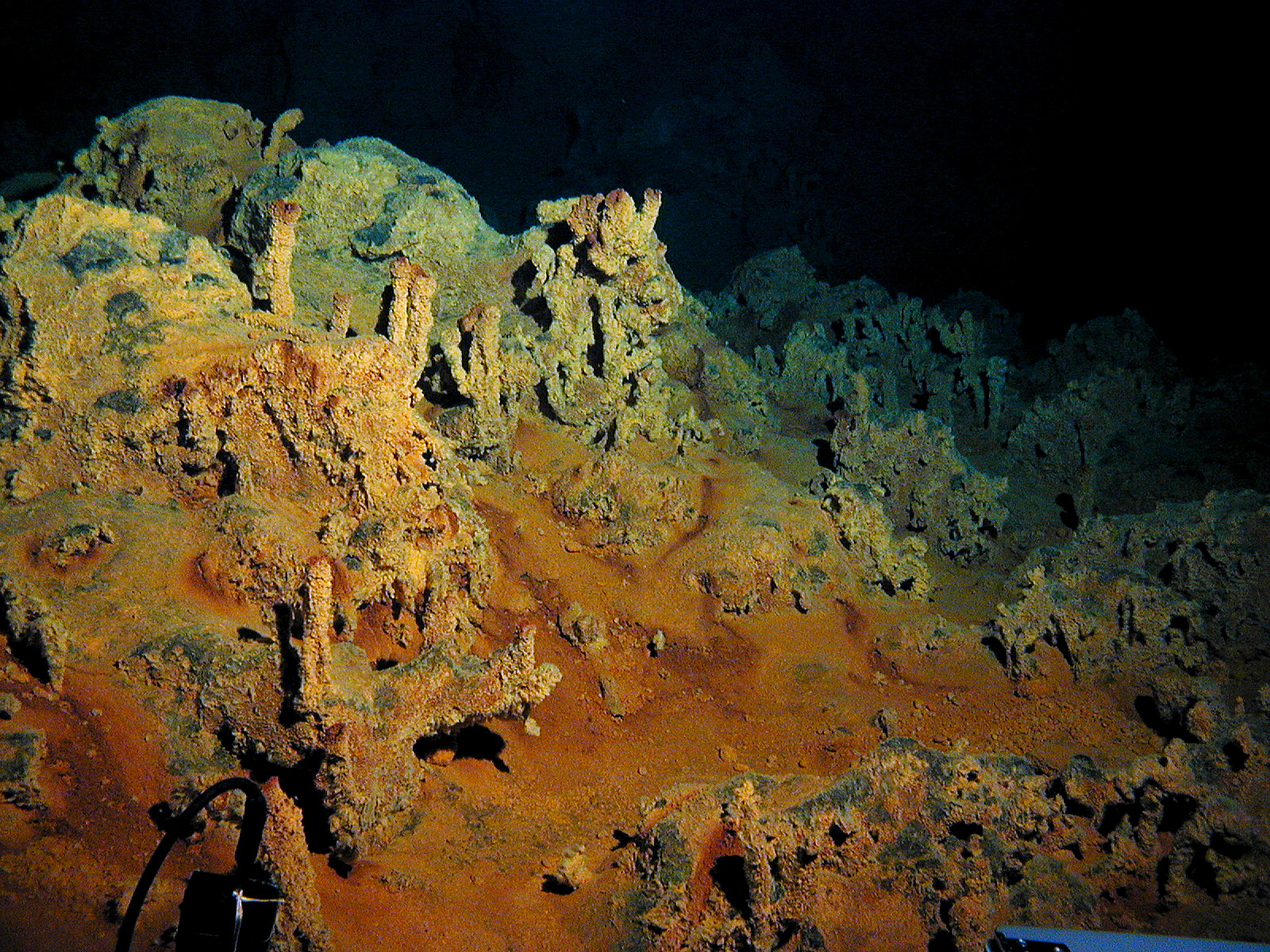
米領サモアの熱水噴出孔（ベント）

## 生態
大陸棚の海底には多様な生物が生息している。藻類、貝類、ヒトデ・ウニ・ナマコなどの棘皮動物、カレイ目などの魚類、熱帯地方ではサンゴが多い。これらの生物を採取する方法として、地引網、海底トロールなどが知られている。

### 海底火山に依存する生物
一方、海嶺周辺の海底にはチムニーと呼ばれる熱水噴出孔が存在し、地球の熱エネルギーや硫化水素を利用した生態系が存在する。
こういった生物は、地上や海面の生物が酸素を使って好気呼吸しているのとは全く違う嫌気呼吸という代謝機構を持っており、これらは単体の酸素が少なかった原始地球における初期の生物（→生命の起源）が行っていた方法ではないかと考えられている。この環境に住む微生物は極限環境微生物に含まれる。
極限環境微生物はエネルギーを地熱や硫黄化合物などから得ているが、この微生物を食料とする生物も見られ、更にその微生物を捕食する生物群も他の生物に捕食されたりしている。

### 深海の生物
深海の生物に関しては深海の生物を参照。
大陸沖合いの海底や海溝では体積における生物の種類・個体数が少ない。しかしバチスカーフ・トリエステ号の潜水によって、世界で最も深いマリアナ海溝にもヒラメが存在することが確認されている。
こういった大深度の海底に生息する生物群の多くは、独自進化を遂げているが、環境の変化が乏しいことから、生物的にも古い形質を残すものも見られる。また深海では酸素が少ないほか水温も低いこともあり、これら生物は新陳代謝も非常に緩やかで、エネルギー消費が抑えられた「省エネ生物」だとみられている。
これらの生物は、有光層で蓄えられた生物資源的なエネルギーが、それら生物の死骸の形で沈降してきたものを利用していると考えられている。クジラは地球上でも最大規模の動物だが、深海海底では朽ちかけたクジラの骨周辺にエビなどの生物がコロニーを作る様も確認されている（鯨骨生物群集）。
これら深海生物の多くは、高い水圧に順応して低い水圧では致命的なダメージを負うものもいるが、逆に一部の生物は夜間食料となる生物資源を求め、海面近くまで浮上してくるものも見られる（日中は水深200m付近にいるサクラエビなどもその一つ）。こういった夜間海面近くまで浮上してくる生物もまた、深海に生物的なエネルギー資源を運搬していると考えられている。
いわゆるマリンスノーなど海底に沈降するデトリタスは、生命誕生以降の歴史の中で海底に降り注いでいるが、これを嫌気分解してメタンなどにする古細菌類も存在する。こうしたメタンがメタンハイドレートなど常温一気圧下では自然発生しにくい特殊な状態で海底に蓄積されているところもある。

## 調査と開発
経済水域や大陸棚の確定、化石燃料や鉱床の発見、水産、軍事、学術、防災などの目的で、海底の調査が行われている。かつては水上を航行する船を座礁させる危険がある浅瀬や暗礁の発見が重視されていたが、潜水艦の性能向上により、各国は公海や外国領海でも海底の地形や海流、海水温、塩分濃度などの把握に力を入れている。資源開発の分野では、海底に存在するメタンハイドレートやマンガン、レアアースなどの鉱床も、20世紀後半から資源化石燃料枯渇に対する懸念もあって注目を集めている。
水深測量や海底地形の調査はおもに音波測距と紡錘によって行われる。現在では音波測距の方法も改善されている。
1872年から1876年にかけてチャレンジャー号によって実施された調査（チャレンジャー号探検航海）により、世界の海底の様子が明らかにされた。また、1960年代にはアメリカ西海岸でファンデフカプレートの調査が行われ、海底の古地磁気記録の詳細が明らかになった。日本では海上保安庁によって世界でも最高水準の海底地形調査が実施された。現在でも地震後などに海底地形の調査が行われている。さらに、同庁・名古屋大学・東北大学によって、プレート境界の海底地殻変動が調査され、地震学に貢献している。
海底には、陸上や水上における人類の活動で生じた様々なごみやガレキ、沈没船、化学物質などが行き着く。一部は漁礁となって海洋生物の繁殖を助けるが、汚染の原因となる場合もある。日本の海洋研究開発機構(JAMSTEC)は、深海底ごみの画像を集めた「深海デブリデータベース」の公開を始めた。

### おもな海底調査船
深海の探査に関しては深海探査を参照。
海底を調査する船を掲げる。ただし海底調査が主たる目的とは限らない。
- チャレンジャー（イギリス）：学術調査目的の帆船。19世紀に世界一周し海底を含む様々な海洋調査を行った。
- バチスカーフ・トリエステ号（アメリカ海軍）：1960年にマリアナ海溝最深部（10,900m）に到達。
- バチスカーフ・アルキメデス号（フランス）：1961年に日本近海で9,500mの潜水。
- しんかい（海上保安庁）：有人調査艇。600mまで潜水可能
- しんかい2000（海洋研究開発機構）：有人深海調査艇。2,000mまで潜水可能
- しんかい6500（海洋研究開発機構）：有人深海調査艇。6,500mまで潜水可能
- ノチール号（フランス）：有人深海調査艇。6,000mまで潜水可能
- アルビン号（アメリカ）：有人深海調査艇。4,500mまで潜水可能
- シークリフ号（英語版）（アメリカ）：有人深海調査艇。6,000mまで潜水可能
- ちきゅう（海洋研究開発機構）：海底掘削船

水深が浅い沿岸海底は古来埋め立てられて耕地や市街になってきたほか、20世紀以降は陸地から離れた比較的浅い海底に資源開発や科学調査、軍事目的の施設（プラットフォーム）が建てられるようになった。これらには、蘇岩礁やシーランド公国のように紛争の舞台になっている例もある。また19世紀以降、通信・送電用の海底ケーブルや、潜水艦探知機など各種の観測機材が設置されている。
しらせ (砕氷艦・2代)には音響測深機が搭載されており、南極海の海底を調査している。